# William Whipple
William Whipple Jr. (Kittery, 14 de enero de 1730-Nuevo Hampshire, 28 de noviembre de 1785), fue capitán de barco, comerciante, miembro del Congreso Continental desde 1776 hasta 1779 y  signatario de la Declaración de Independencia de los Estados Unidos como representante de Nuevo Hampshire. Hijo del Capitán William Whipple Sr. y su esposa Mary Cutt, nació en Kittery, Maine. Era descendiente de Samuel Appleton, colono temprano en Ipswich (Massachusetts). Se educó en una escuela común hasta que se fue al mar, y se convirtió en Maestro de Barcos a la edad de 21 años. Ganó su fortuna participando en el comercio del Triángulo de las Indias Occidentales Británicas y África, con cargamentos como madera, ron y esclavos. 
Se casó con su prima Catherine Moffat en 1767 y se mudaron a la Casa Moffatt-Ladd en Market Street en Portsmouth en 1769; donde se estableció como comerciante, en asociación con su hermano. Su hijo William Whipple III murió en la infancia. Estudió en la universidad para convertirse en juez. Murió de complicaciones cardíacas en 1785, a la edad de 55 años.

## Trayectoria política
En 1775, New Hampshire disolvió el gobierno real británico y organizó una Cámara de Representantes y un Consejo Ejecutivo conocido colectivamente como Congreso Provincial , y Whipple fue elegido para representar a Portsmouth, New Hampshire.
Se convirtió en miembro del Comité de Seguridad . 
Luego fue elegido para el Congreso Continental y firmó la Declaración de Independencia de los Estados Unidos. 
También fue el primo segundo de su compañero signatario Stephen Hopkins. 
En enero de 1776, Whipple escribió a su compañero firmante Josiah Bartlett acerca de la convención que se aproxima:
Este año, mi amigo, es grande con eventos poderosos. Nada menos que el destino de los Estados Unidos depende de la virtud de sus hijos, y si no tienen la virtud suficiente para apoyar la causa más gloriosa en la que los seres humanos se hayan involucrado, no merecen las bendiciones de la libertad.
Whipple liberó a su esclavo, Prince Whipple, creyendo que ningún hombre podía luchar por la libertad y mantener a otro en cautiverio. 
Escribió:
Se ha ido una recomendación para criar algunos regimientos de negros. Esto, supongo, sentará las bases para la emancipación de esos desgraciados en este país. Espero que sea el medio para dispensar las bendiciones de la Libertad a toda la raza humana en América.

## Carrera militar
Whipple recibió su primera comisión por el Congreso Provincial de New Hampshire en 1777.
En Saratoga, Whipple fue puesto al mando de una brigada , compuesta por cuatro regimientos de milicias. 
Whipple mandó regimiento de Bellow , regimiento de Chase , el regimiento de Moore , y el regimiento de Welch. 
Como resultado de su conducta meritoria en la Batalla de Saratoga , Whipple y el Coronel James Wilkinson fueron elegidos por el General de División Horatio Gates para determinar los términos de la capitulación con dos representantes del General John Burgoyne . 
Whipple luego firmó la convención de saratoga., la rendición efectiva del general Burgoyne y sus tropas.
Whipple fue nombrado junto con varios otros oficiales para acompañar a Burgoyne y su ejército a Winter Hill, Somerville, Massachusetts. 
Whipple pasó la noticia de la victoria en Saratoga al capitán John Paul Jones , quien informó a Benjamin Franklin , que se encontraba en París en ese momento.
Las noticias de la victoria resultaron valiosas para Franklin en las negociaciones de alianza con los franceses. 
En 1778, Whipple siguió a su superior, el general John Sullivan a la Batalla de Rhode Island , donde comandó el regimiento de Evans , el regimiento de Peabody , y Regimiento de caballo ligero de Langdon.
Después de que el general Sullivan ordenó la retirada, Whipple y otros oficiales residían en una casa cerca del campo de batalla. 
El enemigo que se aproximaba disparó una pieza de campo desde tres cuartos de milla. 
El disparo primero rompió a través de un caballo atado fuera de la casa antes de herir gravemente la pierna de una de las mayores de brigada de Whipple, que más tarde requirió la amputación.
Después de la guerra, Whipple se convirtió en un juez asociado de la Corte Superior de New Hampshire. 
Sufrió una dolencia cardíaca y murió después de desmayarse sobre su caballo mientras viajaba en su circuito de la corte. 
Fue enterrado en Old North Burial Ground en Portsmouth, New Hampshire. 
Su lápida fue reemplazada por un nuevo memorial en 1976 junto con el Bicentenario de los Estados Unidos .